# Cerkev sv. Ruperta, Šentrupert
Župnijska cerkev sv. Ruperta v Šentrupertu je ena najlepših gotskih cerkva v Sloveniji. Njena poglavitna spomeniška vrednost je v arhitekturi, ki kaže preplet vplivov štajerske in gorenjske gotike. Prezbiterij je bil zgrajen v začetku, ladja pa dokončana ob koncu 15. stoletja.

## Začetki
V virih je gotska cerkev prvič omenjena leta 1163, če pa upoštevamo njene začetke, patrocinij in zgodovinske okoliščine in še posebej nastanek pražupnije, je treba čas nastanka iskati že v 11. stoletju. Patronat nad župnijo je leta 1393 pridobil sloviti grof Herman II. Celjski, leta 1493 pa je bila cerkev priključena novemu kolegiatnemu kapitlju v Novem mestu.
Po novejših raziskavah Roberta Peskarja leta 1993 je današnja podoba cerkve rezultat vsaj treh gradbenih faz v 15. stoletju. Najpomembnejša je prva, ki jo določajo arhitekturni členi in kamnoseški znaki na kosih peščenjaka, in obsega prezbiterij, pritličje ter nadstropje zvonika, stopniščni stolpič na severni strani in vzhodno ladijsko steno z opornikom na južni strani. Delo so nadaljevali šele v drugi polovici stoletja, ko so v drugi fazi dokončali zvonik in dogradili ladijsko lupino v današnjem obsegu. V tretji fazi, ki je bila končana leta 1497 (letnica na portalu), so obokali ladijski strop (ki je bil sprva raven in lesen) ter v zahodno fasado vstavili preprost šilast portal.

## Stavbna zasnova

### Prezbiterij
Stene prezbiterija (dolgega kora) od zunaj obdaja šest dvakrat stopnjevanih ter zgoraj diagonalno prirezanih opornikov, okrašenih s fialami in slepimi trilisti. Stene imajo pet visokih oken, spodaj segajočih do talnega zidca. Okna so v šilastih zaključkih okrašena s krogovičji v oblikah ribjih mehurjev, trilistov in četverolistov. Zvonik je v pritličju, ki je namenjeno zakristiji, ter v nadstropju členjen s profiliranimi okni, tretje nadstropje pa prehaja iz štirikotne osnove v osmerokotni stolp. Notranjščina prezbiterija je obokana z zvezdasto rombastim obokom; obok je po dolžini razdeljen v tri pole in petosminski zaključek. Rebra, ki so klinastega profila s polkrožno palico na obeh straneh (enaka so v zakristiji), slonijo ob vzdolžnih stenah na geometričnih konzolah, v končnih stranicah pa na polkrožnih služnikih; dva med njimi imata figuralna kapitela. Vsa stičišča reber so lepo okrašena s sklepniki v obliki grbovnih ščitkov ter rozet. Le štiridelni zvezdasti obok v zakristiji je brez sklepnikov, sloni pa na figuralnih konzolah, ki najverjetneje predstavljata angela in Marijo iz oznanenja ter angela muzikanta. Od nekdaj številčnejše stavbne plastike so se ohranili le figuralna konzola (ali pa kapitel) v kasneje predelani slavoločni odprtini ter zaradi požara močno poškodovane sedilije v južni stranici kornega zaključka.
Vzore za oblikovanje prezbiterija je treba iskati v češki arhitekturi oziroma v izdelkih delavnice naslednikov Petra Parlerja, o čemer pričajo stilne prvine stavbne plastike, na katere je prvi opozoril umetnostni zgodovinar Emilijan Cevc. Enake prvine najdemo tudi v cerkvi sv. Martina v Hajdini in v cerkvi na Ptujski Gori, kamor so prišli mojstri neposredno iz Parlerjeve delavnice v Pragi, pa tudi v stari cerkvi kartuzijanskega samostana Pleterje ter v celjski kapeli Žalostne Matere Božje.

### Cerkvena ladja
Pravokotni ladijski prostor ima na obeh vzdolžnih stranicah po tri visoka tridelna okna z bogatimi krogovičji, na zahodni fasadi pa še manjše tridelno okno ter preprost šilast portal. Obok je izveden po zgledu gorenjskih dvoranskih cerkva. Sloni na treh parih vitkih kamnitih osmerokotnih stebrov, ki delijo prostor v tri enakovredne ladje, in na figuralnih zidnih konzolah. Razdeljen je na 12 obočnih pol, vsaka z rebri v obliki osemrorogeljne zvezde. Konzole upodabljajo moške figure in angele. Rebra, ki iz stebrov rastejo brez cezur, imajo klinast profil z obojestranskim žlebom. Sečišča reber, tudi pod pevskim korom, so dosledno okrašena s sklepniki v obliki svetniških figur, rozet in grbovnih ščitkov. Stilizacija stavbne plastike je značilna za kamniško delavnico, ki ima izhodišče v kranjsko – škofjeloški arhitekturi. 

## Kasnejše spremembe in dopolnitve ter oprema
Takoj po dograditvi oboka, leta 1497, je bila cerkev spremenjena v protiturški tabor. Okrog cerkve so zgradili obzidje in močno utrdili cerkveno stavbo in zvonik. Tedaj so tudi zazidali spodnje dele cerkvenih oken in jih spremenili v strelne line; v ladji so strelne line v nekaterih oknih še ohranjene. (Obzidje je bilo odstranjeno šele leta 1834.)
Leta 1520 je kaprulanski škof Daniel de Rubeis svečano posvetil cerkev in njenih 6 oltarjev. 
Oprema cerkve se je v naslednjih stoletjih spreminjala. V času historicizma so notranjosti cerkve vrnili gotski značaj in to v tedaj moderni, pretirani enačici. Cerkev je dobila neogotsko notranjo opremo, s prižnico in stranskima oltarjema (1860). Leta 1865 je ljubljanski kamnosek Ignacij Toman ml. izdelal glavni oltar, kipe na njem kipar Matej Tomc, medeninaste reliefe pa pasar Valentin Sadnikar. V osrednji oltarni niši stoji kip svetega Ruperta, na levi in desni pa svetega Petra in svetega Andreja. Ljubljanski slikar Janez Wolf je naslikal sliko sveti Rupret pred sveto Trojico (1866), ki visi v prezbiteriju na severni steni. Starejšega nastanka je le nagrobnik Maksimilijana Valerija grofa Barbo-Wachenstein v severni steni ladje (1699), gotska zakramentalna hišica levo od glavnega oltarja in baročna kipa škofov v novogotskih nišah ob Wolfovi sliki.
V letih 1896-97 je slikar Matija Koželj poslikal strop cerkve z rastlinsko dekoracijo in s tem prekril freske tako imenovana Podpeškega mojstra iz konca 15. stoletja.

## Vplivi
V gradnji cerkve se zrcalijo ambicije takratnih lokalnih veljakov - Auerspergov, Šumberških gospodov, Hermana II. Celjskega (grb na osrednjem sklepniku, glej tudi galerijo), cerkev pa je tudi pomembno vplivala na zasnovo Barbarine cerkve na bližnjem Okrogu, ter z oktagonalno zaključenim zvonikom povzročila val posnemanj. Grb Hermana II. je pomemben za datacijo, saj ga sestavlja grb Ortenburžanov (tri peruti), ki so ga Celjski po pogodbi skupaj z nasledstvom dobili leta 1418, potem ko so prvi izumrli.

## Galerija
- Okno s krogovičjem v obliki ribjega mehurja in zaključki v obliki trilistov
- Strelne line v zazidanih spodnjih delih ladijskih oken
- Dolgi kor
- Stranski vhod
- Sončna ura na cerkvi
- Portret patronice cerkve, sv. Heme Krške, na sklepniku oboka v ladji cerkve
- Portret Viljema, Heminega moža, na sklepniku oboka cerkvene ladje
- Novogotska prižnica
- Portret Maksa Valerija grofa Barbo na severni steni ladje v notranjosti cerkve
- Slika Janeza Wolfa in baročna kipa škofov